# Harry Potter e il principe mezzosangue (colonna sonora)
Harry Potter e il principe mezzosangue (Harry Potter and the Half-Blood Prince: Original Motion Picture Soundtrack) è la colonna sonora, composta da Nicholas Hooper, dell'omonimo film diretto da David Yates nel 2009 e basato sulla saga di Harry Potter.

## Tracce
1. Opening (Ouverture) – 2:53
2. In Noctem – 2:00
3. The Story Begins – 2:05
4. Ginny – 1:30
5. Snape & the Unbreakable Vow – 2:50
6. Wizard Wheezes – 1:42
7. Dumbledore's Speech – 1:31
8. Living Death – 1:55
9. Into the Pensieve – 1:45
10. The Book – 1:44
11. Ron's Victory – 1:44
12. Harry & Hermione – 2:52
13. School! – 1:05
14. Malfoy's Mission – 2:53
15. The Slug Party – 2:11
16. Into the Rushes – 2:33
17. Farewell Aragog – 2:08
18. Dumbledore's Foreboding – 1:18
19. Of Love & War – 1:17
20. When Ginny Kissed Harry – 2:38
21. Slughorn's Confession – 3:33
22. Journey to the Cave – 3:08
23. The Drink of Despair – 2:44
24. Inferi in the Firestorm – 1:53
25. The Killing of Dumbledore – 3:34
26. Dumbledore's Farewell – 2:22
27. The Friends – 2:00
28. The Weasley Stomp – 2:51